# Camptothlipsis
Camptothlipsis es un género de himenópteros apócritos parasitoides de la familia Braconidae. Contiene más que 18 especies:

## Especies
- Camptothlipsis aagota [2]
- Camptothlipsis albinpennis[3]
- Camptothlipsis annemariae[4]
- Camptothlipsis arabica[5]
- Camptothlipsis armeniaca[5]
- Camptothlipsis breviantennalis[5]
- Camptothlipsis costalis
- Camptothlipsis curticornis[3]
- Camptothlipsis fuscistigmalis[5]
- Camptothlipsis hanoiensis[6]
- Camptothlipsis inertusursus[2]
- Camptothlipsis lingualongis[2]
- Camptothlipsis luteostigmalis[5]
- Camptothlipsis ruficornis[3]
- Camptothlipsis rufithorax[3]
- Camptothlipsis sheilae[4]
- Camptothlipsis stenoradialis[3]
- Camptothlipsis sublevis[3]